# Amici speciali
Amici speciali (sottotitolato Con TIM insieme per l'Italia) è stato un programma televisivo italiano, spin-off di Amici di Maria De Filippi, andato in onda in prima serata su Canale 5 dal 15 maggio al 5 giugno 2020 per quattro puntate con la conduzione di Maria De Filippi.

## Il programma
Basato sul format del programma da cui deriva, Amici speciali è stato un talent show in cui alcuni ex concorrenti delle passate edizioni e altri talenti conosciuti al mondo dello spettacolo vengono suddivisi in due squadre, una bianca e una blu.
A differenza del programma originale, è presente solo la fase del serale.
A giudicare i concorrenti viene interpellata una giuria d'eccezione, composta da Gerry Scotti, Eleonora Abbagnato, Sabrina Ferilli e Giorgio Panariello, oltre ai professori Rudy Zerbi, Alessandra Celentano e Giuseppe Vessichio, oltre a rappresentanti di emittenti radiofoniche.
Il programma nasce come forma di intrattenimento a causa della Pandemia di COVID-19 del 2020-2021; per questo tutti i premi vinti dagli artisti sono donati al Dipartimento della Protezione Civile, che li impiegherà nell'acquisto di altri macchinari per aiutare i pazienti.

## Edizioni
| Edizione | Anno | Conduzione       | Periodo        | Periodo       | Puntate | Giuria       | Giuria             | Giuria          | Giuria             | Volti storici di Amici | Volti storici di Amici | Volti storici di Amici | Rappresentanti network radiofonici | Rappresentanti network radiofonici | Rappresentanti network radiofonici | Rappresentanti network radiofonici | Concorrenti | Vincitori |
| Edizione | Anno | Conduzione       | Inizio         | Fine          | Puntate | Giuria       | Giuria             | Giuria          | Giuria             | Volti storici di Amici | Volti storici di Amici | Volti storici di Amici | Radio 105                          | Radio Italia                       | RDS                                | RTL 102.5                          | Concorrenti | Vincitori |
| -------- | ---- | ---------------- | -------------- | ------------- | ------- | ------------ | ------------------ | --------------- | ------------------ | ---------------------- | ---------------------- | ---------------------- | ---------------------------------- | ---------------------------------- | ---------------------------------- | ---------------------------------- | ----------- | --------- |
| 1ª       | 2020 | Maria De Filippi | 15 maggio 2020 | 5 giugno 2020 | 4       | Gerry Scotti | Eleonora Abbagnato | Sabrina Ferilli | Giorgio Panariello | Beppe Vessicchio       | Alessandra Celentano   | Rudy Zerbi             | Alessandro Sansone                 | Daniela Cappelletti                | Anna Pettinelli                    | Federica Gentile                   | 12          | Irama     |

## Concorrenti

### Prima edizione (2020)
| Concorrente       | Categoria | Luogo di nascita      | Provenienza                                         | Stato                                        |
| ----------------- | --------- | --------------------- | --------------------------------------------------- | -------------------------------------------- |
| Irama             | Canto     | Carrara               | diciassettesima edizione                            | Vincitore                                    |
| Michele Bravi     | Canto     | Città di Castello     | X Factor (settima edizione)                         | Secondo classificato                         |
| Alessio Gaudino   | Ballo     | Desenzano del Garda   | quindicesima edizione                               | Vincitore 1ª puntata - Terzo classificato    |
| Umberto Gaudino   | Ballo     | San Giorgio a Cremano | diciottesima edizione                               | Quarto classificato                          |
| The Kolors        | Canto     | Napoli                | quattordicesima edizione                            | Finalisti rinunciatari - Supporter finalisti |
| Alberto Urso      | Canto     | Messina               | diciottesima edizione                               | Vincitore 2ª puntata - Supporter finalisti   |
| Andreas Müller    | Ballo     | Singen                | quindicesima e sedicesima edizione                  | Supporter finalisti                          |
| Gabriele Esposito | Ballo     | Torre Annunziata      | quindicesima edizione                               | Supporter finalisti                          |
| Gaia              | Canto     | Guastalla             | diciannovesima edizione, X Factor (decima edizione) | Supporter finalisti                          |
| Giordana Angi     | Canto     | Vannes                | diciottesima edizione                               | Supporter finalisti                          |
| Javier Rojas      | Ballo     | L'Avana               | diciannovesima edizione                             | Supporter finalisti                          |
| Random            | Canto     | Massa di Somma        | Web                                                 | Supporter finalisti                          |

- Inizialmente doveva essere presente anche Enrico Nigiotti, ma si è ritirato a causa di un lutto ed è stato sostituito da Random, un cantante non appartenente a un talent show.

## Audience
| Edizione | Rete televisiva | Anno | Stagione  | Programmazione | Programmazione | Programmazione | Programmazione | Programmazione | Programmazione | Programmazione | Media auditel  | Media auditel | Premiere       | Premiere | Finale         | Finale |
| Edizione | Rete televisiva | Anno | Stagione  | L              | M              | M              | G              | V              | S              | D              | Telespettatori | Share         | Telespettatori | Share    | Telespettatori | Share  |
| -------- | --------------- | ---- | --------- | -------------- | -------------- | -------------- | -------------- | -------------- | -------------- | -------------- | -------------- | ------------- | -------------- | -------- | -------------- | ------ |
| 1ª       | Canale 5        | 2020 | primavera |                |                |                |                |                |                |                | 3 282 000      | 17,06%        | 3 875 000      | 18,80%   | 3 206 000      | 16,62% |

## Sigla
La sigla è stata il brano Whatever It Takes del gruppo musicale statunitense Imagine Dragons.